# ジャッキー・ゲイダ

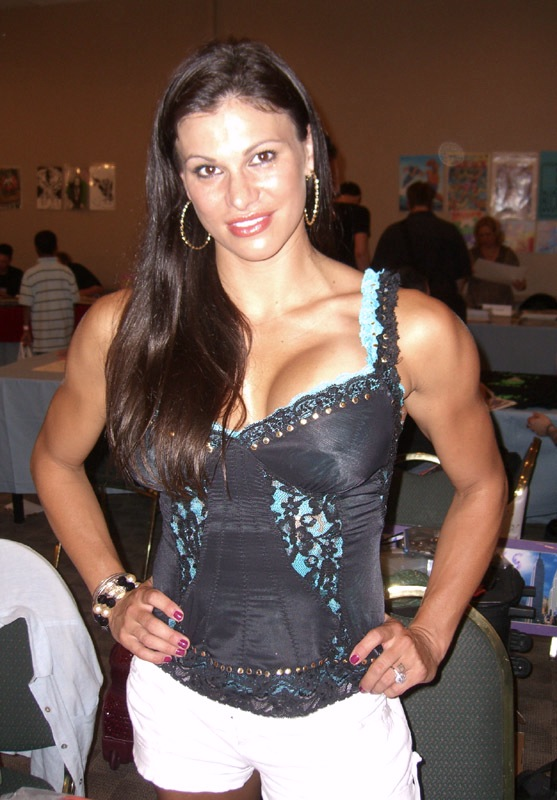
ジャッキー・ゲイダ

ジャッキー・ゲイダ（Jackie "Suzanne" Gayda、女性、1981年11月3日 - ）は、アメリカ合衆国オハイオ州ストロングスビル出身のプロレスラーである。TNA所属。主にレスラーのマネージャーの仕事が多い。

## 来歴
タフイナフ2出身。同番組で優勝し、ミス・ジャッキーというリングネームでディーヴァとしてWWEと契約を果たした。2002年7月8日にRAWに登場するが、試合内容が思わしくなくすぐにOVWに送られた。OVWでの調整後はリコのマネージャー役で再登場を果たした。
2004年のドラフトにてリコと共にRAWからSmackDown!に移籍し、チャーリー・ハースを含めたチームを結成する。
チャーリー・ハースとは、2005年6月10日に結婚。しかしそれから1月も経たない7月6日にチャーリー・ハース共々解雇された。通常WWE解雇時は他団体への参戦禁止プロテクト期間が設定されるが、ハースとゲイダの場合は結婚しているという事情を考慮され、プロテクト期間は設定されなかった。そのため解雇後すぐにジャスト・ジャッキーというリングネームで複数のインディ団体に参戦を開始した（ちなみにチャーリー・ハースはその後WWEと再契約している）。
2005年11月3日、TNAと契約。以降本名のジャッキー・ゲイダとしてTNAに登場している。